# 憲政一新会
憲政一新会（けんせいいっしんかい）とは、1928年9月7日－1929年8月20日に存在した衆議院の院内会派。立憲民政党を除名された議員を中心に結成された。

## 概要
元来、民政党は対外硬派諸党の流れを汲んだ政党であり、中国に対しても強硬的な政策を求める議員を多数抱えていた。ところが、若槻禮次郎・濱口雄幸総裁のもとで、幣原喜重郎の協調外交路線が採用されるようになると、これに対する不満が強硬派から持ち上げるようになった。
小寺謙吉は総裁の濱口に対して、民政党も立憲政友会と同様に対外強硬外交路線を採用するように迫り、それが出来なければ総裁を（具体的には大隈信常に）交替すべきであると迫った。これに対して執行部は小寺を除名処分にした。執行部の対応に反発した樋口秀雄・田中善立らは憲政一新会を旗揚げして反対派の結集を図った。ところが、執行部が直ちに樋口・田中らを除名したこと、そして肝心の小寺が自分はあくまでも民政党の党改革を求めるために復党を最優先とすると主張して樋口・田中らと訣別したためにやむなく、民政党除名者5名・革新党と明政会から各1名ずつの計7名で発足した。
外交政策での国論統一を掲げて、田中義一内閣の外交路線を支持、同年11月15日には立憲政友会の久原房之助逓信大臣との間で与党としての閣外協力の合意が交わされた。翌年に同じような立場にあった新党倶楽部が立憲政友会との合同を果たすと、これに対抗するために早期合同を求める意見が台頭し、その結果1年足らずで解散して立憲政友会と合同した。このため、民政党側はこれを政友会の政治工作であると激しく非難した。
なお、小寺謙吉は復党出来ないまま程なく政界を引退するが、満州事変以前に政界を去ったために戦後の公職追放の対象からは外された。そのため、復帰要請を受けて神戸市長に立候補して当選している。